# Терминатор (электроника)
Термина́тор, согласователь — поглотитель энергии (обычно резистор) на конце длинной линии, сопротивление которого равно волновому сопротивлению данной линии. Применительно к электронике слово «терминатор» используется в основном в компьютерном жаргоне, терминологичным синонимом ему является выражение «согласованная нагрузка».

## Назначение
Терминатор является согласованной нагрузкой для длинной линии. Согласованная нагрузка обладает следующими полезными свойствами:
- Бегущая волна, приходящая из линии, полностью поглощается в согласованной нагрузке, поэтому отражение волны обратно в линию отсутствует. Это означает, что стоячие волны в линии передачи также отсутствуют.
- Входной импеданс линии, нагруженной на согласованную нагрузку, равен волновому сопротивлению линии.

## Применение
Терминаторы применяются на всех линиях, соединяющих передатчик и приёмник сигнала, когда отраженный от конца линии сигнал значительно влияет на работу линии связи. При небольших длинах линий наложение отраженного сигнала приводит к затягиванию фронтов (то есть к снижению скорости передачи), при увеличении длины линии такое наложение сигналов приводит линию в неработоспособное состояние.
Согласование нагрузки применяется на большинстве линий связи. Отдельно следует рассмотреть системы, в которых присутствует несколько приёмников:
- Компьютерные сети 10BASE-2 и 10BASE-5 требуют установки на концах коаксиального кабеля терминирующего резистора 50 Ом.
- Шинные интерфейсы RS-423, RS-485 и RS-422 требуют установки на концах соединительной линии (витая пара) терминирующего резистора 120 Ом. В некоторых промышленных устройствах такой резистор встроен и подключается перемычкой, или выключателем, но чаще его необходимо устанавливать при монтаже как отдельное изделие.
- В шинах SCSI терминатор встроен в большинство устройств. Терминатор подключается специальными выключателями только на концах линий. Также производятся терминирующие устройства в виде отдельных модулей.